# Sweet 19 Blues (chanson)
 (janvier 2012).
Si vous disposez d'ouvrages ou d'articles de référence ou si vous connaissez des sites web de qualité traitant du thème abordé ici, merci de compléter l'article en donnant les références utiles à sa vérifiabilité et en les liant à la section « Notes et références ».
Singles de Namie Amuro
You're My Sunshine
(1996) A Walk in the Park
(1996)
Sweet 19 Blues est le 5e single régulier de Namie Amuro sorti sur le label Avex Trax, ou le 7e sous son seul nom en comptant les deux sur le label Toshiba-EMI.
Il sort le 21 août 1996 au Japon, produit par Tetsuya Komuro, et atteint la 2e place du classement de l'Oricon. Il se vend à 102 000 exemplaires la première semaine, et reste classé pendant 13 semaines, pour un total de 452 890 exemplaires vendus.
La chanson-titre, écrite par Tetsuya Komuro, a été utilisée comme thème pour le film That's Cunning! ~Shijousaidai no Sakusen~ avec Namie Amuro en vedette, ainsi que pour une publicité pour Nissan. Elle figure déjà telle quelle sur l'album homonyme Sweet 19 Blues sorti le mois précédent, un cas rare au Japon où les singles sortent avant les albums, d'où des ventes de moitié inférieures aux autres singles de l'artiste de cette période. L'autre chanson du single a été écrite par Akio Togashi (m.c.A·T).

## Liste des titres
| 1. | SWEET 19 BLUES (STRAIGHT RUN) | 5:39 |
| 2. | SWEET 19 BLUES (KC DUB MIX)   | 5:39 |
| 3. | Joy (STRAIGHT RUN)            | 4:01 |
| 4. | Joy (EXTENDED SUMMERTIME MIX) | 4:12 |